# Москвичка (журнал)
«Москвичка» — российский глянцевый журнал. Основан 25 ноября 2023 года блогером Дариной Алексеевой, медиаменеджером Кристиной Потупчик и политологом Никитой Томилиным. Журнал издаёт «Издательство редких книг», и он не зарегистрирован Роскомнадзором как СМИ (соответственно, тираж издания по закону ограничен 999 экземплярами).

## История
Журнал представили в галерее Vladey в Москве. Основатели журнала назвали его «постсанкционным глянцем». Выбор названия является отсылкой к роману Дмитрия Глуховского «Пост. Спастись и сохранить», в котором «Москвичка» упоминается как журнал, созданный вместо закрывшегося в России Tatler. В журнале работают бывшие редакторы российских изданий Vogue, Tatler и Glamour. Главный редактор Дарина Алексеева назвала Кристину Потупчик единственным инвестором «Москвички».
«Новая газета» в своём обзоре назвала «Москвичку» «путинским гламуром» и «пропагандой для богатых». По мнению газеты, «„Москвичка“ пытается театрализовать кремлёвскую политику, адаптируя её под мировосприятие условной столичной богемы».